# Église d'Isokyrö
L’église d'Isokyrö (finnois : Isokyrön kirkko) est l'église principale d'Isokyrö en Finlande.

## Description
L'église est conçue en 1877 par Georg Theodor Chiewitz en style néogothique.
Le retable peint à Paris par Ida Silfverberg en 1878 est une copie du Christ en croix de l'atelier de Rubens.